# The Tide Is High (singel Blondie)
„The Tide Is High” – utwór amerykańskiego zespołu Blondie, wydany w październiku 1980 jako pierwszy singel pochodzący z piątego albumu studyjnego Autoamerican (1980). Tekst został napisany przez jamajskiego muzyka Johna Holta, członka zespołu The Paragons. Piosenka to cover zespołu z 1966 roku. Jest to ostatni duży przebój Blondie z lat 80.
Był to trzeci #1 zespołu na liście Billboard Hot 100, a piąty w Wielkiej Brytanii. Zajął także trzecie miejsce w wykresie listy magazynu Billboard, Adult Contemporary. Popularność zdobył także w Australii i Niemczech, gdzie zajął kolejno: #4 i #15 pozycję. Był to ostatni #1 zespołu w Wielkiej Brytanii, aż do czasu wydania singla „Maria” w 1999. Na stronie B singla wydano piosenkę „Suzy & Jeffrey”, która ukazała się jako bonus na wydaniu kasetowym płyty Autoamerican, a także na jej reedycji z 2001 roku.
Teledysk wyreżyserował i wyprodukował Hart Perry. Przedstawia zespół czekający na ulicy na wokalistkę Debbie Harry, która jest uwięziona w zatopionym mieszkaniu. Przez cały czas obserwują ją istoty pozaziemskie. Wkrótce spotyka się z kolegami z grupy. Razem wsiadają do rakiety i lecą w kosmos. Ostatecznie w stacji kosmicznej Harry spotyka się z kosmitą.

## Tracklista
7"
1. „The Tide Is High” (7" Edit) – 3:54
2. „Suzy & Jeffrey” – 4:09

US 7" (Chrysalis Classics Re-Issue)
1. „The Tide Is High” (7" Edit) – 3:54
2. „Rapture” – 4:59

US 7" (promo only)
1. „The Tide Is High” (7" Edit) – 3:54
2. „The Tide Is High” (7" Edit) – 3:54

US 7" (Collectables Record Corp. COL 6115)
1. „The Tide Is High”
2. „Heart of Glass”